# Kościół św. Moniki w Poznaniu
Kościół św. Moniki w Poznaniu – budowany rzymskokatolicki kościół parafialny, położony w Poznaniu, na Strzeszynie przy ulicy Biskupińskiej 29.

## Historia
Parafia pw. św. Moniki w Poznaniu została erygowana w dniu 1 września 2014 roku. Początkowo nabożeństwa w parafii św. Moniki odbywały się w tymczasowej kaplicy, na którą został zaadaptowany namiot. W dniu 13 kwietnia 2016 roku nastąpiło poświęcenie krzyża oraz placu budowy pod zespół sakralny przez arcybiskupa metropolitę poznańskiego Stanisława Gądeckiego. Budowa nowego kościoła została powierzona księdzu Szczepanowi Łakomemu. Kamień węgielny pod budowę domu parafialnego oraz kościoła został poświęcony przez papieża Franciszka w dniu 28 lipca 2016 roku. W dniu 25 listopada 2017 roku nastąpiło uroczyste otwarcie kaplicy parafialnej zlokalizowanej w domu parafialnym, która została poświęcona przez abpa Stanisława Gądeckiego.

## Koncepcja architektoniczna
Koncepcja architektoniczna zespołu sakralnego złożonego z kościoła i domu parafialnego została zaprojektowana przez duet architektów: Piotra Litoborskiego i Piotra Marciniaka (projektanci m.in. Kupca Poznańskiego) przy wsparciu Pauliny Piskuły. Kościół będzie miał charakter kameralnego budynku o powierzchni 1130 m², wokół którego będzie znajdował się zielony dziedziniec (tzw. wirydarz). Budynki kościoła i domu parafialnego mają być usytuowane po dwóch przeciwnych stronach dziedzińca, które zostaną połączone niskim pawilonem. Dodatkowo przy zespole sakralnym ma stanąć wolnostojąca dzwonnica. Ukończenie budowy planuje się na 2020 rok. 